# Ständige Vertretung der Bundesrepublik Deutschland bei den Vereinten Nationen in Genf
Die Ständige Vertretung der Bundesrepublik Deutschland bei den Vereinten Nationen in Genf ist die diplomatische Vertretung der Bundesrepublik Deutschland bei dem Büro der Vereinten Nationen und bei den anderen internationalen Organisationen in Genf.

## Lage

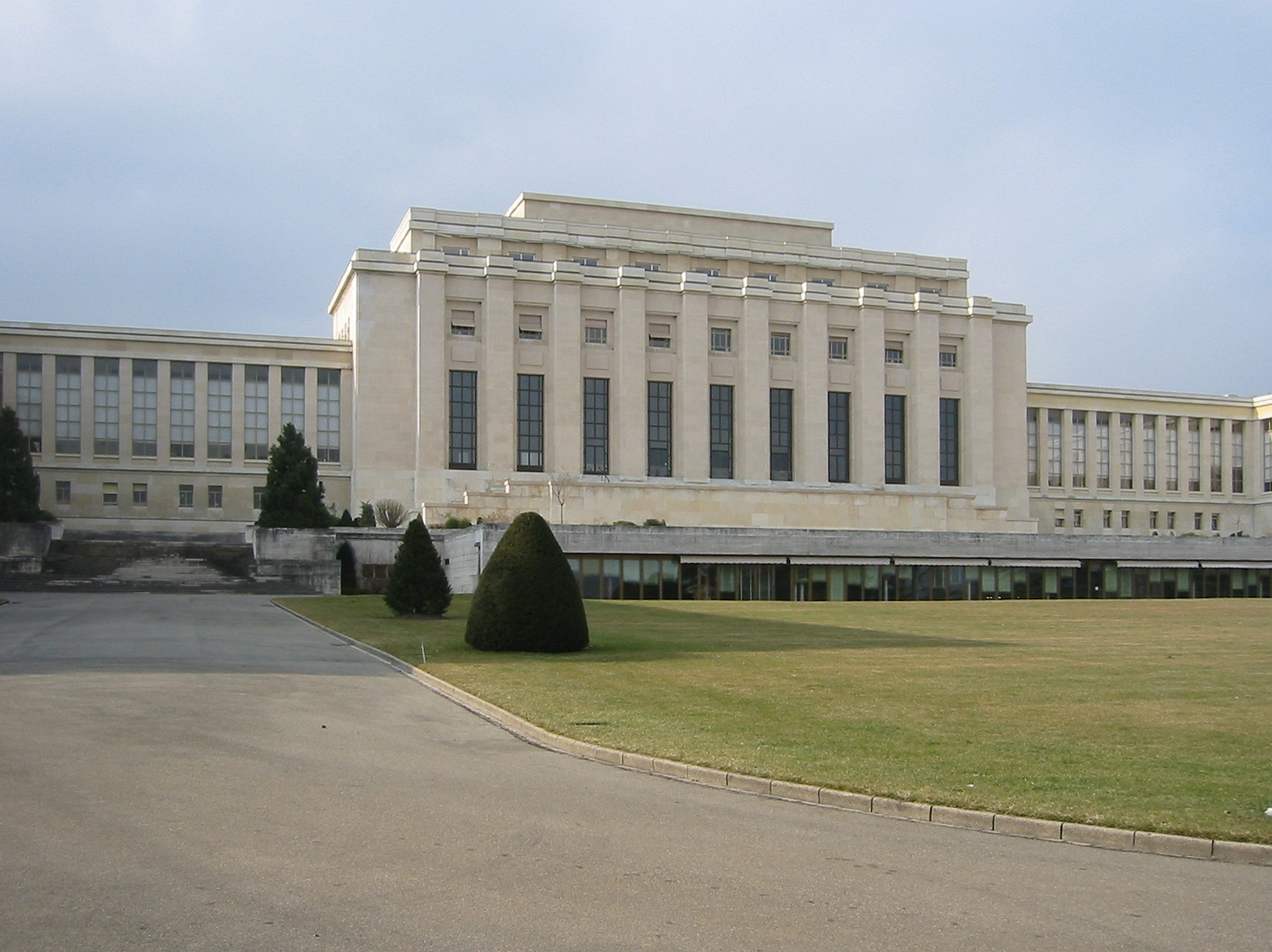
Palais des Nations in Genf, Sitz des Büros der Vereinten Nationen und anderer internationaler Organisationen

Die Ständige Vertretung befindet sich nur einen Kilometer vom Sitz des Büros der Vereinten Nationen im Palais des Nations entfernt. Sie ist gemeinsam mit der Ständigen Vertretung der Bundesrepublik Deutschland bei der Abrüstungskonferenz untergebracht. Die Straßenadresse lautet: 28c, Chemin du Petit Saconnex, 1209 Genf.

## Auftrag und Organisation
Die Ständige Vertretung vertritt die Bundesrepublik Deutschland bei dem Büro der Vereinten Nationen und bei den anderen internationalen Organisationen in Genf.
Ihr Aufgabenbereich erstreckt sich auf:
- die Internationale Arbeitsorganisation (ILO),
- die Weltorganisation für Geistiges Eigentum (WIPO),
- die Weltgesundheitsorganisation (WHO),
- das Gemeinsame Programm der Vereinten Nationen für HIV/Aids (UNAIDS),
- den Globalen Fonds zur Bekämpfung von Aids, Tuberkulose und Malaria (GFATM),
- die globale Impfallianz Gavi,
- die Ärzte ohne Grenzen (MSF),
- das Internationale Komitee des Roten Kreuzes (IKRK) sowie die Internationale Föderation der Rotkreuz- und Rothalbmondgesellschaften (IFRC),
- die Welthandelsorganisation (WTO),
- den Hohen Flüchtlingskommissar der Vereinten Nationen (UNHCR),
- die Internationale Organisation für Migration (IOM),
- das Büro der Vereinten Nationen für die Koordinierung humanitärer Angelegenheiten (OCHA),
- die Internationale Fernmeldeunion (ITU),
- den Menschenrechtsrat der Vereinten Nationen,
- die Weltorganisation für Meteorologie (WMO) und
- der Wirtschaftskommission für Europa (ECE).

Die Leitung der Ständigen Vertretung liegt bei einem Beamten des Auswärtigen Amts. Der Bedeutung entsprechend ist die Leiterstelle in der Besoldungsgruppe B 9 der Bundesbesoldungsordnung eingestuft. Bei der Welthandelsorganisation tritt als Vertreter ein Beamter des Bundesministeriums für Wirtschaft und Klima mit der Dienstbezeichnung eines Botschafters auf. Dies ist seit 2024 Carmen Heidecke.

## Geschichte
Die Ständige Vertretung der Bundesrepublik Deutschland ging nach Beitritt zu den Vereinten Nationen 1973 aus dem Generalkonsulat Genf hervor, das auch als Beobachtermission bei den Vereinten Nationen und anderen internationalen Organisationen fungiert hatte.
Die DDR war von 1955 bis 1973 mit einer Beobachtungsmission, danach bis 1990 mit einer Ständigen Vertretung vor Ort.